# Calcioferrita
La calcioferrita es un fosfato hidratado de calcio y  hierro, con hidroxilos, que fue descrita como una nueva especie mineral a partir de ejemplares conservados en la colección de la Universidad de Heidelberg, obtenidos supustamente en Battenberg, Leiningerland, Bad Dürkheim, Renania-Palatinado, Alemania, que consecuentemente sería su localidad tipo. El nombre hace referencia a la presencia de calcio y hierro en su composición química.

## Propiedades físicas y químicas
La calcioferrita se encuentra como agregados radiados de microcristales, a veces aplanados según [010], de un tamaño de hasta 2 mm, o como agregados nodulares compactos o masas foliáceas. Su color va desde el amarillo verdoso muy pálido en los cristales hasta el verde grisáceo en las formas masivas. Se descompone fácilmente por los ácidos fuertes. En la estructura de la calcioferrita, el hierro puede ser reemplazado parcialmente por el aluminio y el calcio por el magnesio.

## Yacimientos
El yacimiento de Battenberg no ha podido ser localizado de nuevo, aunque probablemente se trata de un afloramiento de arcillas del Terciario que fueron explotadas a principios del siglo XIX para obtener ocre. Se ha encontrado como microcristales en asociaciones de fosfatos secundarios en pegmatitas, por ejemplo en la de la cantera de Hagendorf Sur, en  Waidhaus,  Neustadt an der Waldnaab,  Alto Palatinado, Baviera (Alemania), y también en yacimientos de fosfatos, como la cantera Moculta, en Angaston, Australia del Sur. En España se ha encontrado en la mina Elvira, Bruguers (Barcelona), que fue explotada para obtener minerales de hierro, asociada a tinticita, como esferillas de color verde oliva, probablemente como pseudomorfosis de otro mineral.